# Ротопенешть
Ротопенешть, Ротопенешті (рум. Rotopănești) — село у повіті Сучава в Румунії. Входить до складу комуни Хороднічень.
Село розташоване на відстані 341 км на північ від Бухареста, 16 км на південь від Сучави, 112 км на захід від Ясс.

## Населення
За даними перепису населення 2002 року у селі проживали 404 особи, усі — румуни. Усі жителі села рідною мовою назвали румунську.